# Skórożarłoczek skryty
Skórożarłoczek skryty (Dermatophagoides pteronyssinus) – kosmopolityczny gatunek z rzędu roztoczy, który bytuje w bezpośrednim otoczeniu człowieka, w jego domostwach. Jego alergeny odgrywają ważną rolę w rozwoju astmy oskrzelowej.

## Opis
Ma owalne ciało, barwy białej. Szczecinki na idiosomie i na odnóżach długie, sterczące. Samica ma od ok. 420 µm długości i 320 µm szerokości, zaś samiec od ok. 420 µm długości i 245 µm szerokości. W stadium larwalnym mają sześć odnóży; jako osobniki dorosłe osiem. Samiec może żyć od 19-30 dni, podczas gdy samica ponad dwa miesiące. Pilnuje ona jajeczek w ostatnich 30 dniach życia.

## Środowisko
Skórożarłoczek skryty najchętniej żyje i rozmnaża się w 25 stopniach Celsjusza i 70-80% wilgotności. Już przebywanie około jednej godziny w temperaturze powyżej 60 stopni lub poniżej zera jest dla pajęczaka śmiertelne. Podobnie, gdy jest zbyt sucho lub zbyt wilgotno. Z nieznanych powodów, praktycznie nie ma roztoczy na wysokościach powyżej 1000 m.
Roztocze te nie gryzą ani nie żądlą. Odżywiają się naskórkiem człowieka (na ogół łupieżem), bakteriami, grzybami i szczątkami roślin.
Przebywa w grubych kocach, kapach, dywanach, łóżkach, fotelach, kołdrach, poduszkach. Przenosi się wraz z kurzem.

## Astma oskrzelowa
Białka skórożarłoczka skrytego należą do głównych alergenów prowadzących do rozwoju astmy oskrzelowej. Zidentyfikowano kilka grup alergenów tego roztocza. Jednym z najważniejszych białek odpowiedzialnym za reakcję alergiczną jest DerP1, enzym trawienny (proteaza cysteinowa) używany przez niego do trawienia skóry, obecny w odchodach tego pajęczaka. DerP2 to lizozym, a DerP3 białko o właściwościach chymotrypsyny.
Badania wskazują, że 6-12% całej populacji cierpi na alergie właśnie spowodowane roztoczami. Około 30% populacji posiada tak zwaną gotowość do alergii, czyli skłonność do wystąpienia alergii w wyniku ekspozycji na alergen. W przeciętnym materacu żyje ok. 1 mln roztoczy.

### Walka z narażeniem na alergeny roztoczy
Jedną z metod leczenia alergicznej astmy oskrzelowej jest unikanie narażenia na uczulający alergen. Z tego względu wprowadza się szereg działań mających na celu zmniejszenie narażenia chorego na astmę na alergeny kurzu domowego m.in.:
- częste odkurzanie, najlepiej odkurzaczami wyposażonymi w filtry HEPA
- regularne osuszanie powierzchni
- zamiana dywanów na panele podłogowe
- używanie poszewek na poduszki i kołdry zrobionych z nieprzepuszczalnych materiałów
- wkładanie pluszowych, dziecięcych zabawek na parę godzin do lodówki
- zmniejszenie wilgotności w mieszkaniu do max 70%

Tego typu metody nie zapewniają całkowitego wyeliminowania roztoczy z otoczenia chorego, są czasochłonne, niekiedy kosztowne, a nie dają znaczącej trwałej poprawy.